# Confidence (álbum)
Confidence es el primer álbum de estudio de la banda de rock Downface.
Debido a la voz del vocalista y el estilo musical de la banda, canciones como Alone se masificaron por Internet como si pertenecieran a otras bandas como Creed, Tool, Alice in Chains o Pearl Jam.

## Lista de canciones
1. Lies - 3:53
2. Frustrated - 4:11
3. Alone - 3:53
4. Listen - 0:14
5. Bring Me Down - 3:41
6. Ocean - 4:31
7. Storm (Part of Me) - 4:19
8. Head Case - 3:24
9. Confidence - 3:17
10. No Regrets - 5:01
11. Alone (Acoustic) - 3:53
12. Red Nagel - 1:02

## Créditos
- Tim A. - Voz, guitarra
- Robert H. - Guitarra
- Joe "Chavez" V. - Bajo, segundas voces
- Russ G. - Batería

- Datos: Q3385037